# Casey Frank
Casey Frank (Port Jefferson, 23 ottobre 1977) è un ex cestista statunitense naturalizzato neozelandese.

## Carriera
Frank ha giocato principalmente in Australia e Nuova Zelanda; all'inizio della propria carriera ha militato nei La Crosse Bobcats in CBA e nel Sallen in Svenska basketligan.
Con la maglia della Nuova Zelanda ha vinto il FIBA Oceania Championship 2009. Ha inoltre disputato due edizioni dei Mondiali (2006 e 2010).